# نئاندرتال (دره)

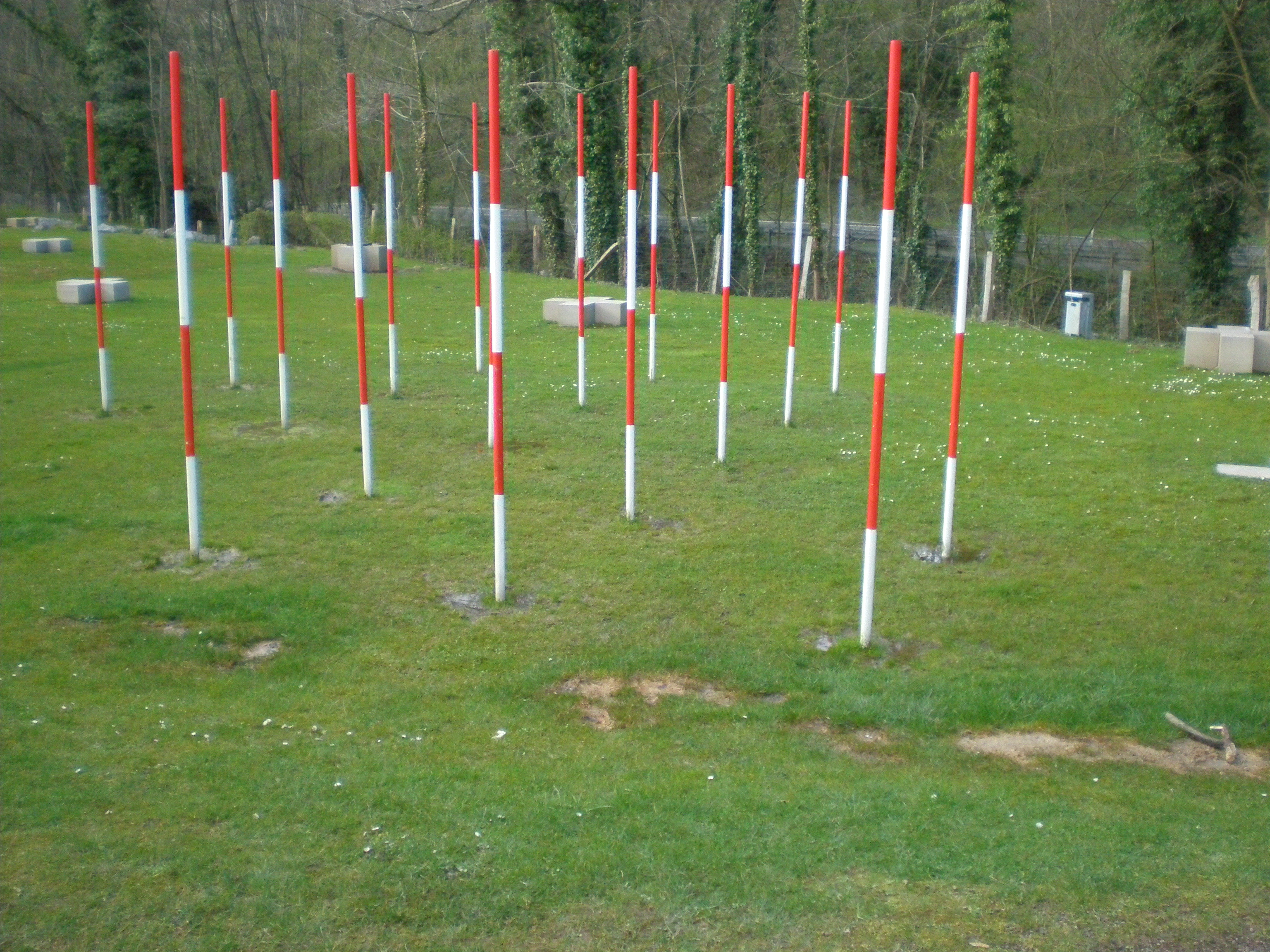
تپهٔ محل کشف نئاندرتال ۱

نئاندرتال (به آلمانی: Neandertal) درهٔ کوچکی در نزدیکی رود دوسل در ایالت نوردراین-وستفالن کشور آلمان است. نام نئاندر به افتخار یواخیم نئاندر، الهی‌دان و سرودنویس آلمانی اواخر قرن هفدهم که اغلب از این منطقه بازدید می‌کرد بر این دره نهاده شده است. خود درهٔ از سوی دیگر نامش را به یکی از گونه‌های سردهٔ انسان داده است، زیرا نئاندرتال ۱، نماد گونهٔ نئاندرتال، در سال ۱۸۵۶ در این مکان کشف شد. نئاندر در لغت به معنای «مرد جدید» و برگرفته از واژهٔ یونانی «νεός» (نئوس) به معنی «جدید» و «ἀνήρ» (آنر) به معنی «مرد» است که برگردانی تحت‌اللفظی از نام خانوادگی آلمانی «نیومان» است.